# Східний округ (Фіджі)
Східний округ (англ. Eastern Division) — один із округів Фіджі. Столиця округу - Лавука. Складається із чотирьох провінцій - Кадаву, Лау, Ломаївіті, Ротума. 

## Географія
На відміну від інших трьох округів, які розташовані на двох найбільших островах, обіймає низку дрібніших островів. Столиця розташована на острові Овалау, інші острови округу - Вату-Вару, Гау, Кадаву, Коро, Наїраі, Матуку, Моала, Наітаба, Маго, Ціціа, Тувука, Лакеба, Вануа Вату, Онеата, Вуакава, Кабара, Моце і Фулага. 